# جيني نيلسون
جيني نيلسون (بالإنجليزية: Jenny Nelson)‏ (و. – م) هي فيزيائية من المملكة المتحدة . وهي عضوة في الجمعية الملكية .